# North American FJ Fury
North American FJ Fury – rodzina amerykańskich samolotów pokładowych, FJ-1 był drugim operacyjnym samolotem odrzutowym w służbie US Navy (pierwszym był McDonnell FH-1 Phantom).
Oryginalnie został zamówiony w 1944 jako XJF-1, a prace nad nowym samolotem rozpoczęły wytwórnie lotnicze Douglas i Vought. XJF-1 był dolnopłatem o klasycznej konstrukcji, z prostymi skrzydłami i podwoziem trójkołowym z kołem przednim. Napęd stanowił pojedynczy silnik turboodrzutowy. Zbudowano tylko 30 seryjnych egzemplarzy FJ-1 Fury, mimo że pierwotne zamówienie opiewało na 100 sztuk. Samoloty testowano z pokładu lotniskowca USS Boxer, ale w służbie zostały wyparte przez Grumman F9F Panther. Ostatnie egzemplarze wycofano w 1953. Pierwszy prototyp, XP-86 późniejszego myśliwca USAF North American F-86 Sabre, w którym zastosowano już skrzydło skośne był oparty na „Furii”. Na bazie F-86 powstała rodzina samolotów pokładowych FJ-2, FJ-3 i FJ-4 Fury, których łącznie wyprodukowano 1115 sztuk.

## Wersje

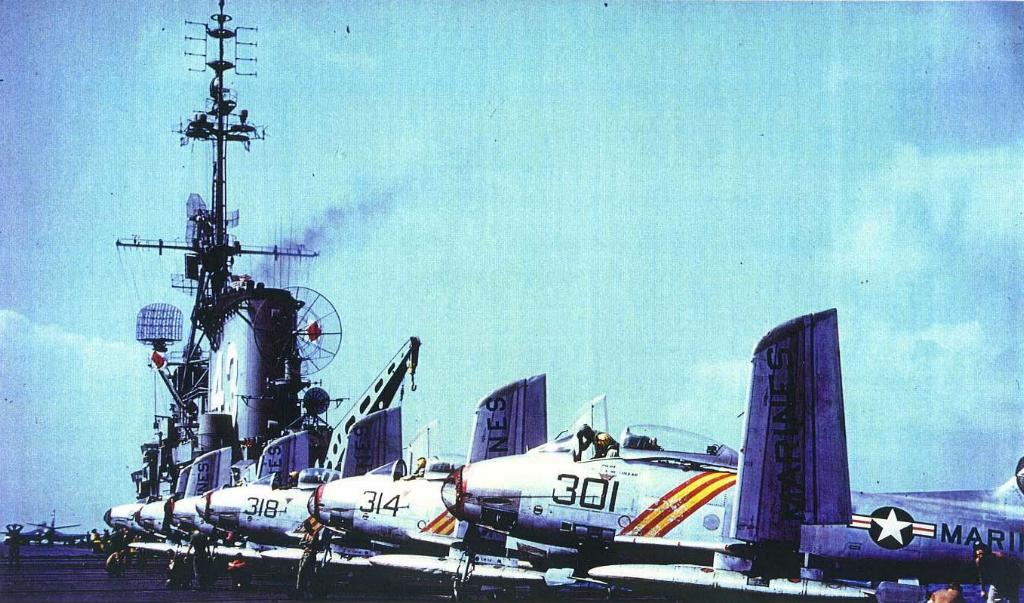
FJ-2 Fury na lotniskowcu USS Coral Sea (1955)

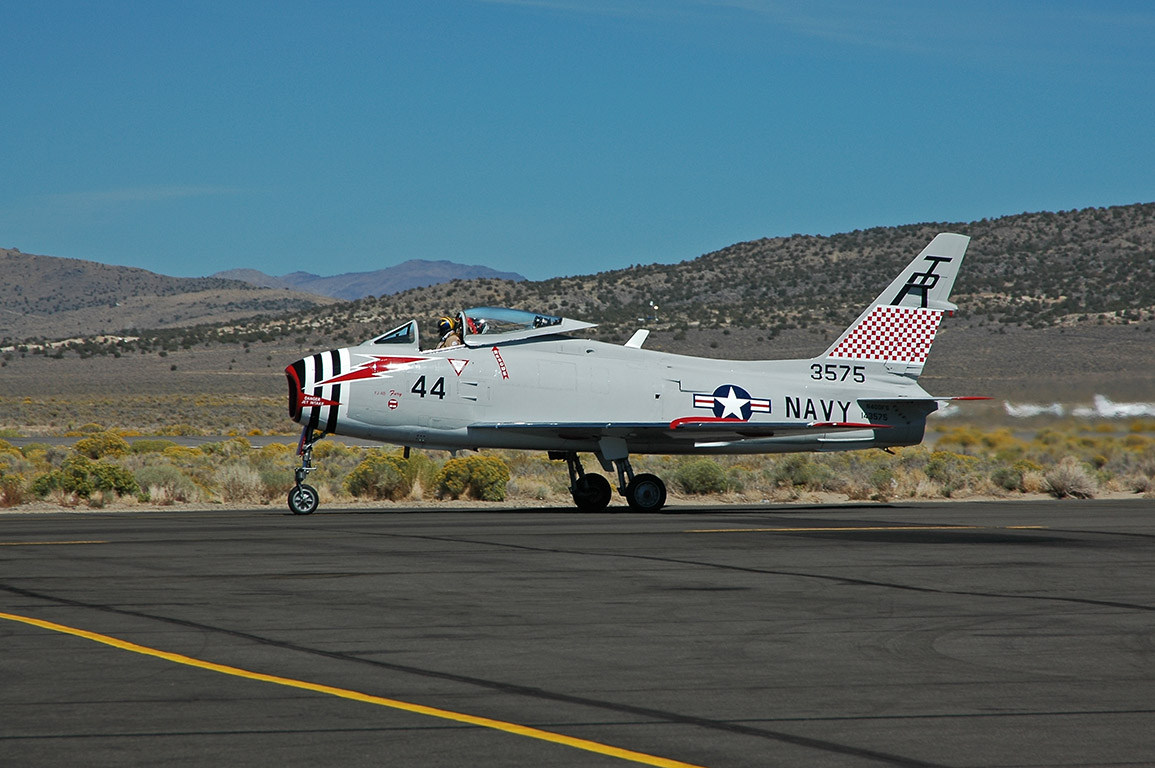
FJ-4B-Fury w barwach US Navy

XFJ-1Trzy prototypy, silnik General Electric J35-GE-2 (17 kN).
FJ-1Jednomiejscowy samolot myśliwski, silnik Allison J35-A-2 (17,8 kN), sześć karabinów M2 (12,7 mm); 30 sztuk.
XFJ-2Trzy prototypy.
FJ-2 FuryJednomiejscowy pokładowy samolot myśliwsko-bombowy ze składanymi skrzydłami, napędzany silnikiem General Electric J47-GE-2; 200 sztuk.
FJ-3 Fury (od 1962 F-1C)Wariant FJ-2 z silnikiem Wright J65-W-2 (34,7 kN) lub J65-W-4 (34 kN); 538 sztuki.
FJ-3M Fury (od 1962 MF-1C)Samoloty zmodernizowane do przenoszenia pocisków AIM-9 Sidewinder; 194 sztuki.
FJ-3D (od 1962 DF-1C)Samoloty przebudowane do sterowania dronami Regulus.
FJ-3D2 (od 1962 DF-1D)Samoloty przebudowane do sterowania dronami F9F-6K Cougar.
XFJ-4Dwa prototypy ze zmodyfikowanym kadłubem, silnik J65-W-4.
YFJ-4Oznaczenie dla jednego FJ-4 w fazie testów.
FJ-4 Fury (od 1962 F-1E)Samolot myśliwsko-bombowy, silnik Wright J65-W-16A (34 kN); 150 sztuk.
FJ-4B Fury (od 1962 AF-1E)Samolot szturmowy z sześcioma węzłami podwieszeń, 222 sztuki.
FJ-4F FuryDwa egzemplarze przebudowane do testów z przyspieszaczem rakietowym i dodatkowym zbiornikiem.